# 帆世雄一
帆世 雄一（ほせ ゆういち、1986年7月22日 - ）は、日本の男性声優、ナレーター、脚本家。J.ボイスタレント・プロフェッショナルスクールの特別講師。静岡県静岡市出身、アクロス エンタテインメント所属。

## 経歴
エンタメ業界に入ったきっかけは子供の頃から父の影響で映画が好きであり、ロバート・デ・ニーロが好きだった。デ・ニーロと共演しようとしていたが、「デ・ニーロと共演したいというのはマジな夢だな」と考えて、デ・ニーロが通っていたアクターズ・スタジオに入所しようと調べ始める。しかし英語が得意ではなく、声優として、デ・ニーロの相手役を演じる方法もあると思ったからである。
玉川大学芸術学部パフォーミング・アーツ学科出身。声優アワードの新人発掘オーディションに応募し、2010年よりアクロス エンタテインメントの所属となる。同事務所の仲村宗悟と「いちだまんず」としてユニット活動も行っている。
2016年2月6日、自身のブログで一般女性との結婚を報告した。

## 人物
実家は呉服屋。
本名は長谷川で、帆世は芸名である。ほぼ同じ時期に事務所に所属した長谷川芳明と苗字がかぶり、年齢も近かったことから芸名を名乗るようになった。顔がハーフのように見られ、中学時代のあだ名が「ホセ」だったことに由来する。
趣味・特技は声楽、ギター、和太鼓演奏、ものまね。

## 出演
太字はメインキャラクター。

### テレビアニメ
2014年
- 大図書館の羊飼い（男子生徒）
- 魔法少女大戦

2017年
- ようこそ実力至上主義の教室へ（2017年 - 2024年、石崎大地） - 3シリーズ

2019年
- Fairy gone フェアリーゴーン（クリストフ・ラーン） - 2シリーズ
- あんさんぶるスターズ!（守沢千秋）
- あひるの空（不良、丸高生徒）

2020年
- ソマリと森の神様（食堂の常連客）
- A3!（古市左京） - 2シリーズ
- 池袋ウエストゲートパーク（GボーイA、上岡、戸田橋デストロイヤーZ4、ギャングB、GボーイC）

2021年
- 遊☆戯☆王SEVENS（ゴーハ社社員）
- バトルアスリーテス大運動会 ReSTART!（アルファ）
- 東京リベンジャーズ（彫り師）

2022年
- 天才王子の赤字国家再生術（ナトラ文官、アングリル、文官）
- オリエント（島津冬家） - 2シリーズ
- 名探偵コナン（司会者）
- BLEACH 千年血戦篇（滅却師）

2023年
- 人間不信の冒険者たちが世界を救うようです（ファン）
- 鬼滅の刃 刀鍛冶の里編

2024年
- 俺だけレベルアップな件（ジン）

2025年
- 魔法使いの約束（レノックス）
- カラオケ行こ!（DJ）

### 劇場アニメ
- シンドバッド 空とぶ姫と秘密の島（2015年、船員）
- シンドバッド 魔法のランプと動く島（2016年、船員）
- 夏目友人帳 石起こしと怪しき来訪者（2021年、石起こしを狙う妖怪）
- 劇場版 イナズマイレブン 新たなる英雄たちの序章（2024年、田部達治）

### OVA
- 幽☆遊☆白書（2018年、男A、テロリストB）

### Webアニメ
- ULTRAMAN（2019年、黒服、エイダシク星人、群衆男、傭兵）
- Warahibi!（2019年、三角隆[16]）

### ゲーム
2011年
- 忍道2 散華（一条部下A）

2014年
- ドラゴンジェネシス（ソーサラー男）
- ファントム オブ キル（ディーン・アクセル）

2015年
- あんさんぶるスターズ！ / !! Basic（2015年 - 2020年、守沢千秋）
- PROJECT X ZONE 2:BRAVE NEW WORLD（ソロ）
- ポイッとヒーロー（ブルック）

2016年
- シノビナイトメア（忍びB）
- 誰ガ為のアルケミスト（AJ4000）
- ブレイジング オデッセイ（レムナント）
- 雷子 紺碧の章（費無忌）

2017年
- A3!（古市左京）
- 恋愛プリンセス 〜ニセモノ姫と10人の婚約者〜（ジュード＝ウォールズ）
- あやかしむすび（立涌恵）
- グラフィティスマッシュ（ゼスタ）

2018年
- プレカトゥスの天秤（トニー・コスタ）
- 黒の騎士団～ナイツクロニクル～（クロード）

2019年
- モンスターストライク（2019年 - 2024年、ヴィヨルド、源頼光、ローウェン）
- ファイアーエムブレム 風花雪月（フェリクス＝ユーゴ＝フラルダリウス）
- 魔法使いの約束（レノックス）
- ダークリベリオン（アトラス、ジャック）

2020年
- あんさんぶるスターズ!! Music（守沢千秋）
- AnotherPrince 〜失われた物語〜（ベル）
- ファイアーエムブレム ヒーローズ（2020年 - 2025年、ディーク、フェリクス）
- 幻獣契約クリプトラクト(ブレイク)
- 錬神のアストラル（ユーセフ）

2021年
- クイズRPG 魔法使いと黒猫のウィズ（ゼウス）

2022年
- even if TEMPEST 宵闇にかく語りき魔女（コンラッド・ノイシュバーン）
- ファイアーエムブレム無双 風花雪月（フェリクス＝ユーゴ＝フラルダリウス）
- サンクタス戦記-GYEE-（カムイ）
- 共闘ことばRPG コトダマン（ダーグニー）

2024年
- 18TRIP（児玉達治）
- メタファー：リファンタジオ

### ドラマCD
- 恋戦隊LOVE&PEACE（戦闘員）
- ゴミ溜めPEACE（刑事、男1）
  - ゴミ溜めPEACE マリアと100の分別法（ノエル・バクスター）
- 三国志LOVERS（兵士、オウム）
- 停電少女と羽蟲のオーケストラ 停電刀匣（男）
- ばにらたいむTWO♡FOUR〜上司彼氏 鏑木千晃〜（鏑木千晃）

### ボイスオーバー
- 奇跡の地球物語
- 奇跡の天空都市マチュピチュ102年目の真実
- 台湾フォルモサ紀行2015〜躍動!台湾の今〜
- 超人たちのパラリンピック 陸上100m ハインリッヒ・ポポフ

### デジタルコミック
- 西遊筋（三蔵法師）
- zooo（父の友人、喋る蛇口、喋るポスト）
- ひるなかの流星（犬飼）
- ヤスコとケンジ（講師男、椿家の父、青田の子分）
- 美女と野獣の死亡フラグが立っている悪役に転生したけど、魔法使いと恋に落ちそうです!? （2023年、ビースト[34]）
- 発情ネオンサイン（2023年、司[35]）
- 悪役令嬢ルートがないなんて、誰が言ったの?（2024年、クラウス[36]）

### ラジオ
※はインターネット配信。
- 帆世・宗悟のアダルトボーイ（2019年 ‐ 、超!A&G+※）[37]
- THE G.O.A.T.（2023年10月6日 -、JFNC※[注 1]）[39]

### ラジオドラマ
- 私立アリエン学園.net（2011年、冥王星ノ進/アリエン学園学長[40]）
- 私立アリエン学園DX（2016年、青年[41]）

### ナレーション

#### テレビ番組ナレーション
- 大人の贅沢 オーダーメイドの世界（BS11）
- キングオブコント2016「決勝直前スペシャルコント師を支える絆の物語」（2016年9月25日、TBS）
- 趣味どきっ!現代テニスで再デビュー　ラク楽“エース”を決めよう（NHK）
- ジョーカーゲーム 特別番組（テレビ神奈川）
  - ジョーカーゲーム 脱出 特別番組（テレビ神奈川）
- 映画 人狼ゲーム 公開特番（テレビ神奈川）
- 日テレ×WOWOW×Hulu共同製作ドラマ 銭形警部番宣
- チャージ730!（テレビ東京）
- 天才リトル（2013年 - 2014年、フジテレビ）
- モーニングチャージ!（テレビ東京）
- 「NICO Touches the Walls 逆境からのリベンジ 〜Road to 大阪城ホール〜（2016年、MBS）
- 日テレプッシュ（日本テレビ）
- 房総の祭りシリーズ「八日市場八重垣神社祇園祭」（2016年、千葉テレビ放送）
- THE LAST COP/ラストコップ（2015年、日本テレビ・Hulu）
- Lady's麻雀グランプリ（エンタメ〜テレ）
  - 第2期Lady's麻雀グランプリ（2016年 - 、エンタメ〜テレ）

#### CMナレーション
- カウゾー
- ガリバー
- モンスターハンターワールド

#### Audible
- 社畜もフリーもイヤな僕たちが目指す第三の働き方
- ぜんぜん気にしない技術
- 強い会社はどんな営業をやっているのか?
- 7つの習慣の根本原則

### テレビ番組
- 華大の知りたい!サタデー（BSフジ）リポーター
- おはスタ（テレビ東京、2014年5月 - 2016年4月1日）
- セサミストリート（NHK）[42]

### CM
- カゴメ「野菜生活100 瀬戸内柑橘ミックス」（2013年 - ）[43]
- 消費者庁「消費者ホットライン188」TVCM（2023年）[44]

### 映画
- THE NEXT GENERATION -パトレイバー-（パイロット）※声の出演
- ラブ&ピース ※声の出演

### 舞台
- 玉川大学芸術学部コスモス祭公演「大いなる遺産」（2006年）ジョー 役
- 七本の色鉛筆（2006年）みな子の夫 役
- 3びきの子ぶた（2007年）長男 役
- ナイス!Night School（2007年）善行保世 役
- 幕末ジャイアンツ（2007年）大久保利通 役
- ぼくはノラ（2007年）野良犬 役
- ひとりぼっちの最終列車（2007年）イノシシ 役
- 十二夜（2008年）マルボーリオ 役
- かじってみたいなお月さま（2008年）ナレーター
- ミュージカル「はらぺこプンタ」（2008年）プンタ 役
- ぼくお月さまとはなしたよ（2008年）ナレーター
- 緑の戦場 なでしこ燦々（2008年）アナウンサー 役
- 犀 SAI（2009年）ディジィ 役
- TEMPURA!（2010年）信也 役
- 平成21年度文化庁芸術創造活動特別推進事業アートインAsibina主催「ひをっとこ」（2010年） 和太鼓演奏 [9]
- 劇団一番旗揚げ公演「ストライクバッカーズ」（2011年4月26日 - 5月1日、小劇場楽園）
- ひとくちさいず第一回公演「インパーフェクトラブ〜完璧!?戦隊ヒレンジャー!〜」（2011年11月23日 - 27日、シアターグリーン BASE THEATER）ヒレンレッド 役
- ミュージカル「泣いてたまるか!! 漢字検定者大会〜虹の向こう側へ」（2013年9月4日 - 8日、劇場MOMO）[45]
- YoshiyaOkoyamawisePresents 1stAct 映像×朗読劇「桜雪〜ある雪女の物語〜」（2014年10月6日・17日・10日 - 12日、豆風ライブハウス 代官山）[46]
- おとうさんはモーツァルト（2015年3月22日、代官山ヒルサイドテラス）エリーザ 役[47]
- 裁判長!ここは懲役4年でどうすか 2016（2016年10月19日 - 23日、全労済ホール／スペース・ゼロ）春日部雄一郎 役[48]
- 声の優れた俳優によるドラマリーディング 日本文学名作選 第六弾『舞姫事件ー鴎外輪舞曲ー』（2018年4月13日、紀伊國屋サザンシアター TAKASHIMAYA） - 相澤謙吉 役、他[49]
- ナナマルサンバツ THE QUIZ STAGE（2018年5月4日 - 9日、全労済ホール／スペース・ゼロ） - 新名匠 役（ダブルキャスト）

### その他コンテンツ
- ガチバーン映画祭公式サポーター（2016年）
- プロレスリング・ノア（会場VTR）（2017年）
- 食育レボリューション（杉那俊一[50]）（2017年）
- コダワリ女子のための異次元空間マガジンnuman編集部 （二階堂宗一郎）（2018年）
- 王様ジャングル国歌（2018年）
- 帆世・高坂のイケおじスマート（2023年-）

## ディスコグラフィ

### キャラクターソング
| 発売日   | 商品名                                                             | 歌                                                               | 楽曲                                               | 備考                                                     |
| 2015年   | 2015年                                                             | 2015年                                                           | 2015年                                             | 2015年                                                   |
| -------- | ------------------------------------------------------------------ | ---------------------------------------------------------------- | -------------------------------------------------- | -------------------------------------------------------- |
| 12月23日 | あんさんぶるスターズ！ ユニットソングCD Vol.5 流星隊               | 流星隊                                                           | 「夢ノ咲流星隊歌」 「天下無敵☆メテオレンジャー！」 | ゲーム『あんさんぶるスターズ！』関連曲                   |
| 2016年   |                                                                    |                                                                  |                                                    |                                                          |
| 11月23日 | あんさんぶるスターズ！ ユニットソングCD 2nd Vol.05 流星隊          | 流星隊                                                           | 「五色のShooting☆Star!!!!!」 「流星花火」          | ゲーム『あんさんぶるスターズ！』関連曲                   |
| 2017年   |                                                                    |                                                                  |                                                    |                                                          |
| 6月28日  | A3! First AUTUMN EP                                                | 秋組                                                             | 「oneXone」                                        | ゲーム『A3!』関連曲                                      |
| 8月9日   | あんさんぶるスターズ！ ユニットソングCD 3rd Vol.01 流星隊          | 流星隊                                                           | 「SUPER NOVA REVOLU5TAR」 「GROWING STARRY DAYS」  | ゲーム『あんさんぶるスターズ！』関連曲                   |
| 11月1日  | A3! Blooming AUTUMN EP                                             | 風間銀二［古市左京（帆世雄一）］、龍田謙［兵頭十座（武内駿輔）］ | 「BUZAMA」                                         | ゲーム『A3!』関連曲                                      |
| 11月1日  | A3! Blooming AUTUMN EP                                             | 古市左京（帆世雄一）                                             | 「雨のモノローグ」                                 | ゲーム『A3!』関連曲                                      |
| 2018年   |                                                                    |                                                                  |                                                    |                                                          |
| 3月7日   | あんさんぶるスターズ！アルバムシリーズ 流星隊                      | 流星隊                                                           | 「アンリミテッド☆パワー!!!!!」                     | ゲーム『あんさんぶるスターズ！』関連曲                   |
| 3月7日   | あんさんぶるスターズ！アルバムシリーズ 流星隊                      | 守沢千秋（帆世雄一）                                             | 「ALWAYS HERO!」                                   | ゲーム『あんさんぶるスターズ！』関連曲                   |
| 11月7日  | A3! VIVID AUTUMN EP                                                | 秋組                                                             | 「SECOND SHOT」                                    | ゲーム『A3!』関連曲                                      |
| 2019年   |                                                                    |                                                                  |                                                    |                                                          |
| 7月24日  | A3! BRIGHT AUTUMN EP                                               | 秋組                                                             | 「Ever☆Blooming!」                                 | ゲーム『A3!』関連曲                                      |
| 8月14日  | Stars' Ensemble!                                                   | 夢ノ咲ドリームスターズ                                           | 「Stars' Ensemble!」                               | テレビアニメ『あんさんぶるスターズ！』オープニングテーマ |
| 11月27日 | あんさんぶるスターズ！ EDテーマ集 VOL.04                           | 流星隊                                                           | 「メテオ・スクランブル☆流星隊！」                  | テレビアニメ『あんさんぶるスターズ！』エンディングテーマ |
| 12月18日 | A3! MIX SEASONS LP                                                 | 安倍晴明［古市左京（帆世雄一）］、佼［雪白東（柿原徹也）］       | 「桔梗の花」                                       | ゲーム『A3!』関連曲                                      |
| 2020年   |                                                                    |                                                                  |                                                    |                                                          |
| 2月14日  | GIFT for SMILE!                                                    | Team Warahibi!                                                   | 「GIFT for SMILE!」                                | 『Warahibi!』メインテーマ                                |
| 2月14日  | GIFT for SMILE!                                                    | Team Warahibi!                                                   | 「ネガポジコントラスト」                           | 『Warahibi!』関連曲                                      |
| 8月26日  | BRAND NEW STARS!!                                                  | ESオールスターズ                                                 | 「BRAND NEW STARS!!」                              | ゲーム『あんさんぶるスターズ!!』主題歌                   |
| 8月26日  | BRAND NEW STARS!!                                                  | ESオールスターズ                                                 | 「Walk with your smile」                           | ゲーム『あんさんぶるスターズ!!』関連曲                   |
| 11月25日 | ZERO LIMIT/Thawing                                                 | 秋組                                                             | 「ZERO LIMIT」                                     | テレビアニメ『A3!』エンディングテーマ                    |
| 2021年   |                                                                    |                                                                  |                                                    |                                                          |
| 1月27日  | あんさんぶるスターズ!! シャッフルユニットソングコレクション vol.01 | √AtoZ                                                            | 「デートプランA to Z」                             | ゲーム『あんさんぶるスターズ!!』関連曲                   |
| 2月24日  | あんさんぶるスターズ!! ESアイドルソング season1 流星隊             | 流星隊                                                           | 「彗星HALATION」 「BRAND NEW STARS!!」             | ゲーム『あんさんぶるスターズ!!』関連曲                   |
| 3月24日  | A3! EVER LASTING LP                                                | 近藤陸［伏見臣（熊谷健太郎）］、クラウス［古市左京（帆世雄一）］ | 「Hungry Neighbors」                               | ゲーム『A3!』関連曲                                      |
| 6月23日  | FUSIONIC STARS!!                                                   | ESオールスターズ                                                 | 「FUSIONIC STARS!!」                               | ゲーム『あんさんぶるスターズ!!』関連曲                   |
| 7月28日  | Dragon's Bite 〜龍王ノ宴〜 Songs Collection Vol.1                  | 夏侯惇（帆世雄一）                                               | 「月の影 星の光」                                  | 『Dragon's Bite～龍王ノ宴～』関連曲                      |
| 2022年   |                                                                    |                                                                  |                                                    |                                                          |
| 1月22日  | あんさんぶるスターズ!! FUSION UNIT SERIES 06 流星隊 × Knights      | 流星隊、Knights                                                  | 「青春Emergency」                                  | ゲーム『あんさんぶるスターズ!!』関連曲                   |
| 1月22日  | あんさんぶるスターズ!! FUSION UNIT SERIES 06 流星隊 × Knights      | 流星隊                                                           | 「FUSIONIC STARS!!」                               | ゲーム『あんさんぶるスターズ!!』関連曲                   |
| 2月2日   | あんさんぶるスターズ!! ESアイドルソング season2 流星隊             | 流星隊                                                           | 「熱血☆流星忍法帖」 「Heart Heat Beat」            | ゲーム『あんさんぶるスターズ!!』関連曲                   |
| 7月24日  | あんさんぶるスターズ!! COVER SONG SERIES vol.2                     | Ra*bits、流星隊                                                  | 「ハム太郎とっとこうた」                           | ゲーム『あんさんぶるスターズ!!』関連曲                   |
| 2023年   |                                                                    |                                                                  |                                                    |                                                          |
| 4月19日  | あんさんぶるスターズ!! ESアイドルソング season3 流星隊             | 流星隊                                                           | 「Colors Arise」 「Surprising Thanks!!」           | ゲーム『あんさんぶるスターズ!!』関連曲                   |
| 2024年   |                                                                    |                                                                  |                                                    |                                                          |
| 6月26日  | Stars' Ensemble!                                                   | 夢ノ咲ドリームスターズ                                           | 「Stars' Ensemble!」                               | ゲーム『あんさんぶるスターズ!!』関連曲                   |
| 6月26日  | BRAND NEW STARS!!                                                  | ESオールスターズ                                                 | 「BRAND NEW STARS!!」 「Walk with your smile」     | ゲーム『あんさんぶるスターズ!!』関連曲                   |
| 6月26日  | あんさんぶるスターズ!! シャッフルユニットソングコレクション vol.01 | √AtoZ                                                            | 「デートプランA to Z」                             | ゲーム『あんさんぶるスターズ!!』関連曲                   |
| 6月26日  | FUSIONIC STARS!!                                                   | ESオールスターズ                                                 | 「FUSIONIC STARS!!」                               | ゲーム『あんさんぶるスターズ!!』関連曲                   |